# Imunoblote

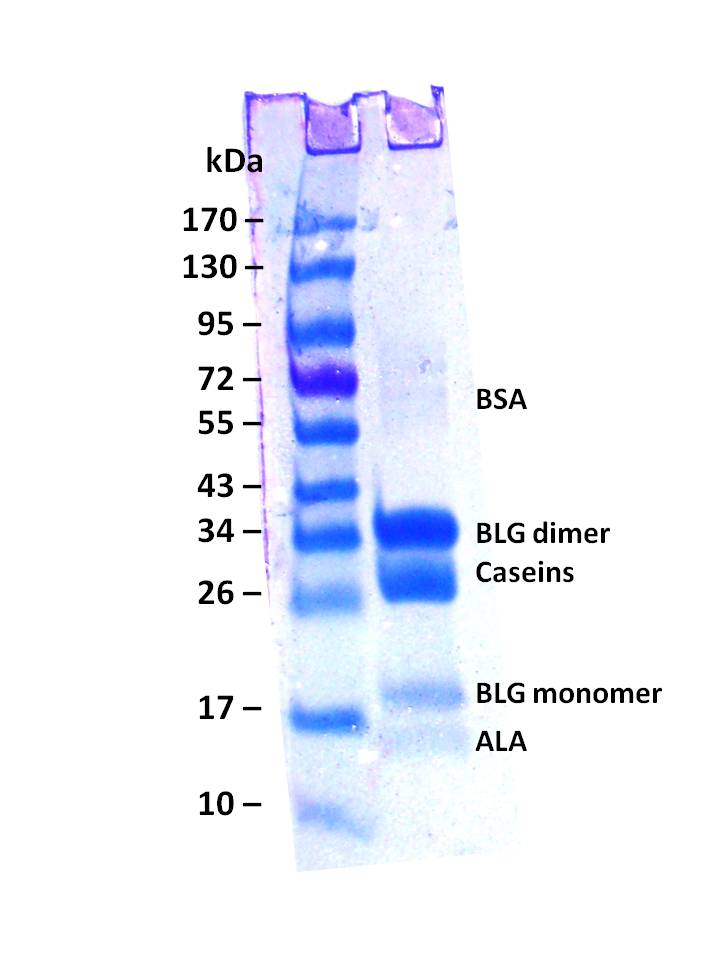
Eletroforese das proteínas do leite de vaca em gel de gradiente de poliacrilamida

O imunoblote é uma técnica analítica para detectar a presença de anticorpos específicos contra proteínas separadas segundo seu peso molecular por eletroforese em gradiente de gel de poliacrilamida (SDS-PAGE) e posteriormente transferidas para membranas de nitrocelulose ou PVDF.

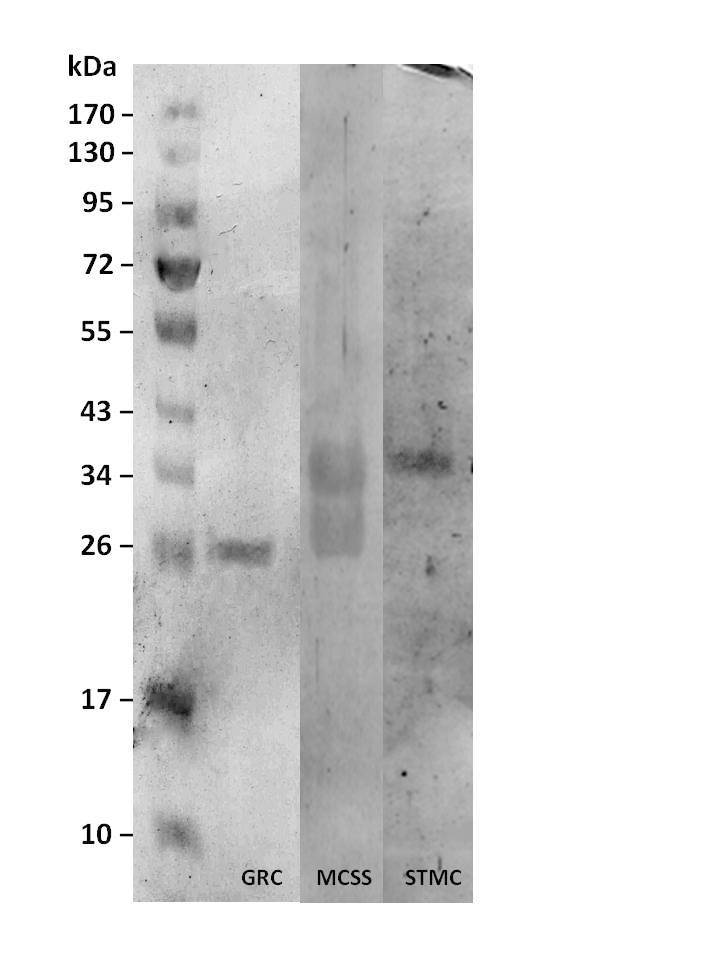
Imunoblote para pesquisa de IgE contra as proteínas do leite de vaca

As membranas com as proteínas distribuídas são incubados com as amostras de soro em que se pretende pesquisar a presença de anticorpos específicos, e a seguir corados com anticorpos marcados 
O imunoblote é capaz de diferenciar anticorpos dirigidos contra diferentes frações proteicas de uma mesma fonte e assim determinar especificamente qual é a proteína imunorreativa para cada paciente. Isso pode ser útil por exemplo para um paciente que tenha alergia às proteínas do soro do leite, mas não às caseínas que formam o queijo, liberando-o para ingerir este alimento.